# Parks and Recreation
Parks and Recreation (également connu sous le nom de Parks and Rec ou Parcs et Loisirs en français) est une sitcom américaine créée par Greg Daniels et Michael Schur diffusée sur le réseau NBC entre le 9 avril 2009 et le 24 février 2015. Elle s'étend sur sept saisons et 125 épisodes d'une durée allant d'environ 22 minutes à plus de 40 minutes pour certains épisodes. 
La série met en vedette Amy Poehler dans le rôle de Leslie Knope, une fonctionnaire enjouée du département des parcs de Pawnee, une ville fictive de l'Indiana. En outre, la distribution comprend notamment Rashida Jones, Paul Schneider, Aziz Ansari, Nick Offerman, Aubrey Plaza, Chris Pratt, Adam Scott, Rob Lowe, Jim O'Heir, Marietta Sirleaf et Billy Eichner.
Dans le cadre de son développement, les membres de l'équipe technique ont fait des recherches sur la politique locale californienne et ont consulté des urbanistes et des élus locaux. Les scénaristes ont intégré des événements réels dans les épisodes, comme la fermeture du gouvernement à Pawnee inspirée par la crise financière mondiale de 2007-2008. Des personnalités politiques ont fait des apparitions dans des épisodes tels que John McCain, Joe Biden ou Michelle Obama.
La série a reçu des critiques mitigées au cours de sa première saison (critiques similaires à celles de The Office, une sitcom également produite par Greg Daniels et Michael Schur), mais après une ré-approche de son ton et de son format, la deuxième saison et les suivantes ont été largement acclamées. Tout au long de sa diffusion, Parks and Recreation a reçu plusieurs prix et nominations, dont quatorze nominations aux Primetime Emmy Awards, un Golden Globe Award pour la performance de Amy Poehler et une nomination pour le Golden Globe de la meilleure série télévisée musicale ou comique. La série a été nommée meilleure série télévisée de 2012 par le magazine américain Time. En 2013, après avoir reçu quatre nominations consécutives dans la catégorie, elle remporte le TCA Award de la meilleure comédie à la télévision.
La distribution originale s'est réunie en ligne dans un épisode spécial diffusé le 30 avril 2020 sur NBC. En France, la série est diffusée entre le 5 juin 2015 et le 31 décembre 2016 sur Canal+ Séries. Elle fut disponible en intégralité sur la plateforme MyCanal et maintenant disponible à l'achat sur Canalplay

## Synopsis
Cette série met en scène le quotidien des employés du département des parcs et des loisirs de l'État de l'Indiana dans la ville fictive de Pawnee. L'intrigue est surtout centrée sur la directrice adjointe, Leslie Knope, qui a de grandes ambitions professionnelles et politiques.

## Distribution

### Acteurs principaux
- Amy Poehler (VF : Valérie Nosrée) : Leslie Knope
- Aziz Ansari (VF : Benjamin Gasquet) : Tom Haverford
- Rashida Jones (VF : Anne Dolan) : Ann Perkins (saisons 1 à 6, invitée saison 7)
- Aubrey Plaza (VF : Alice Taurand) : April Ludgate
- Paul Schneider (VF : Philippe Valmont) : Mark Brendanawicz (saisons 1 et 2)
- Nick Offerman (VF : Bernard Métraux) : Ron Swanson
- Chris Pratt (VF : Franck Lorrain) : Andy Dwyer (à partir de la saison 2, récurrent saison 1)
- Rob Lowe (VF : Bruno Choël) : Chris Traeger (saisons 3 à 6, invité saisons 2 et 7)
- Adam Scott (VF : Alexandre Gillet) : Ben Wyatt (à partir de la saison 3, invité saison 2)
- Retta Sirleaf (VF : Coco Noël) : Donna Meagle (à partir de la saison 3, récurrent saisons 1 et 2)
- Jim O'Heir (VF : Paul Borne) : Garry (Jerry / Larry / Terry / Barry) Gergich (à partir de la saison 3, récurrent saisons 1 et 2)
- Billy Eichner (VF : Emmanuel Garijo) : Craig Middlebrooks (saison 7, invité saison 6)

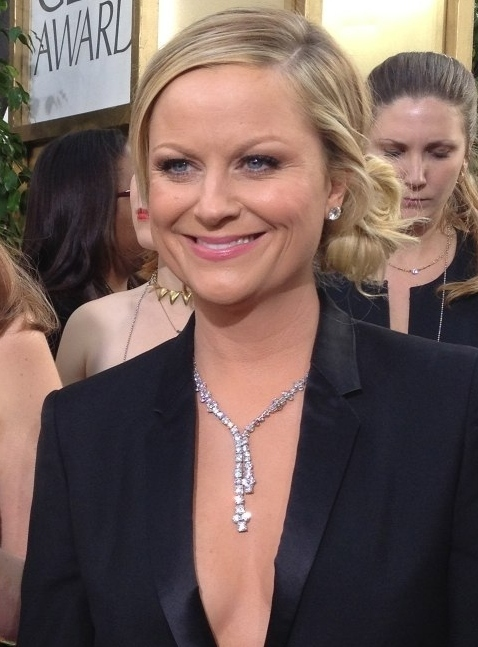
Amy Poehler interprète Leslie Knope.
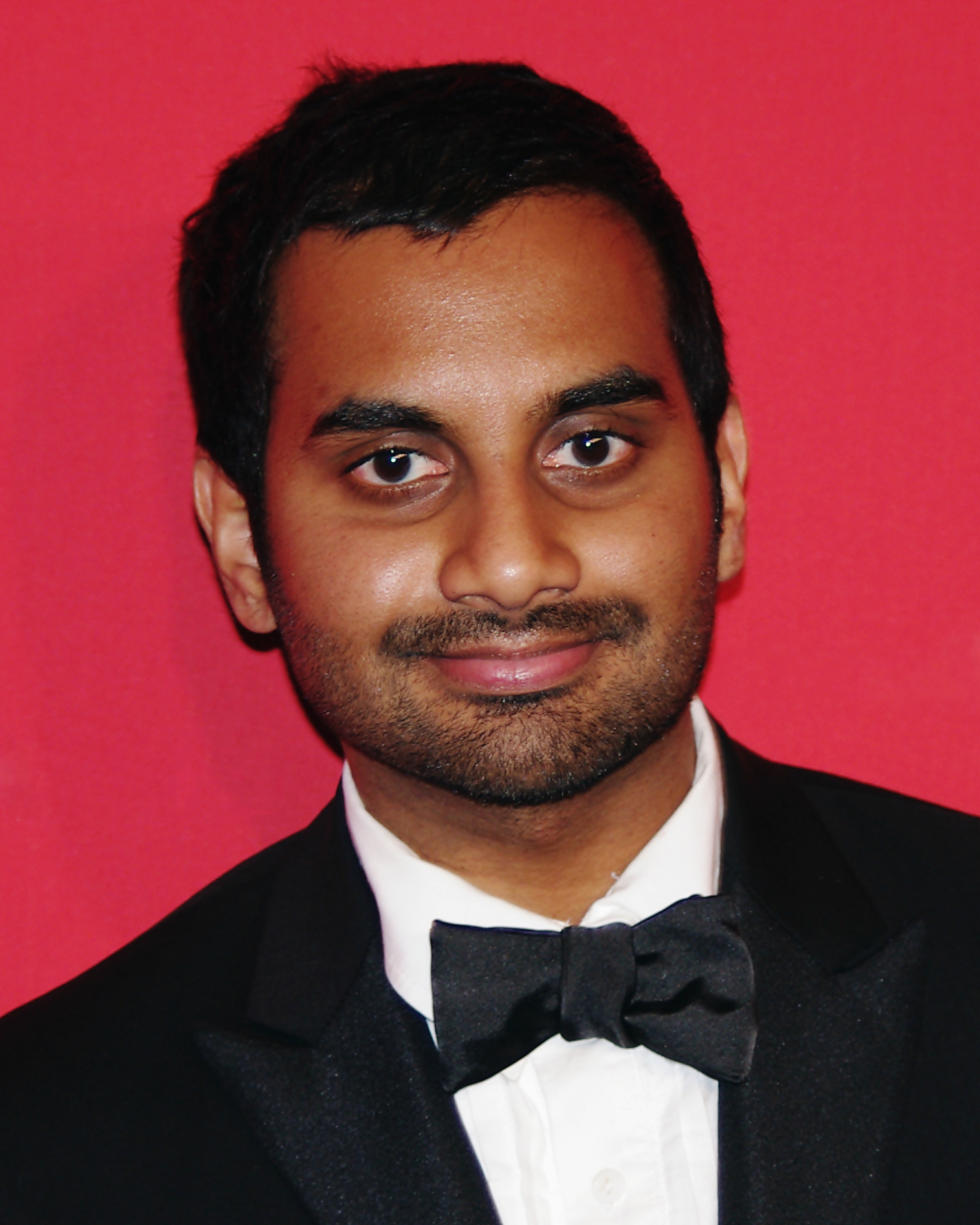
Aziz Ansari interprète Tom Haverford.
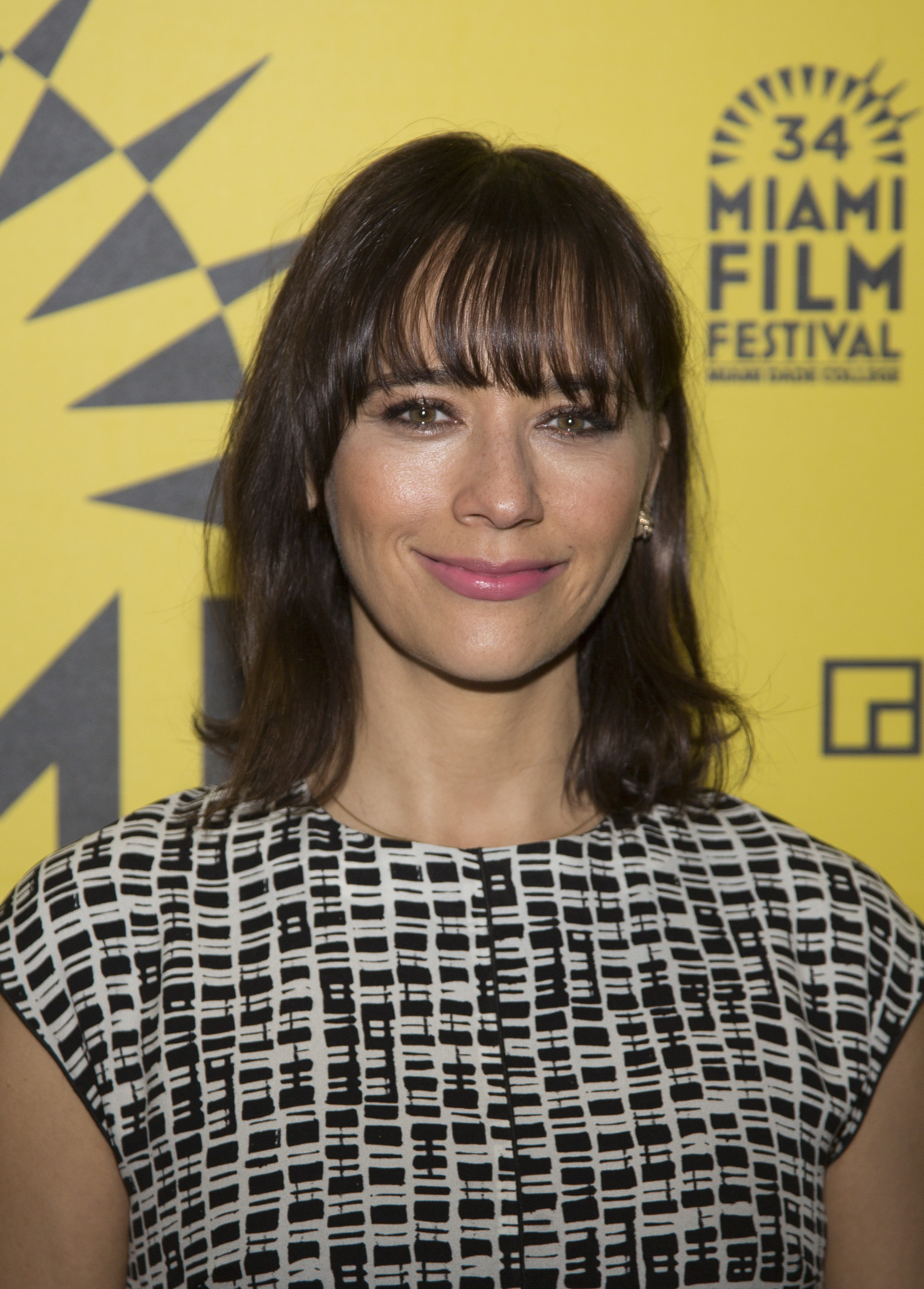
Rashida Jones interprète Ann Perkins.
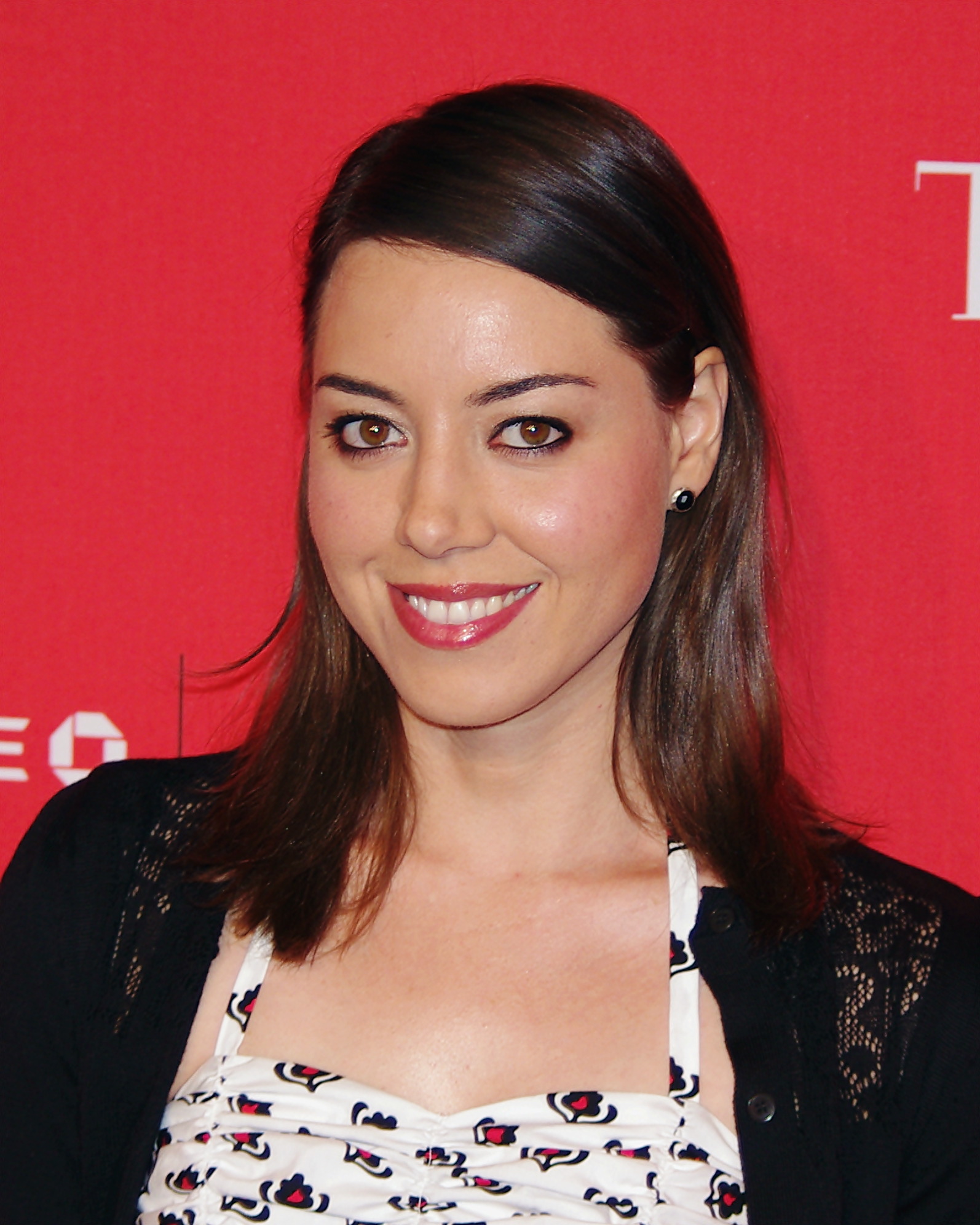
Aubrey Plaza interprète April Ludgate.
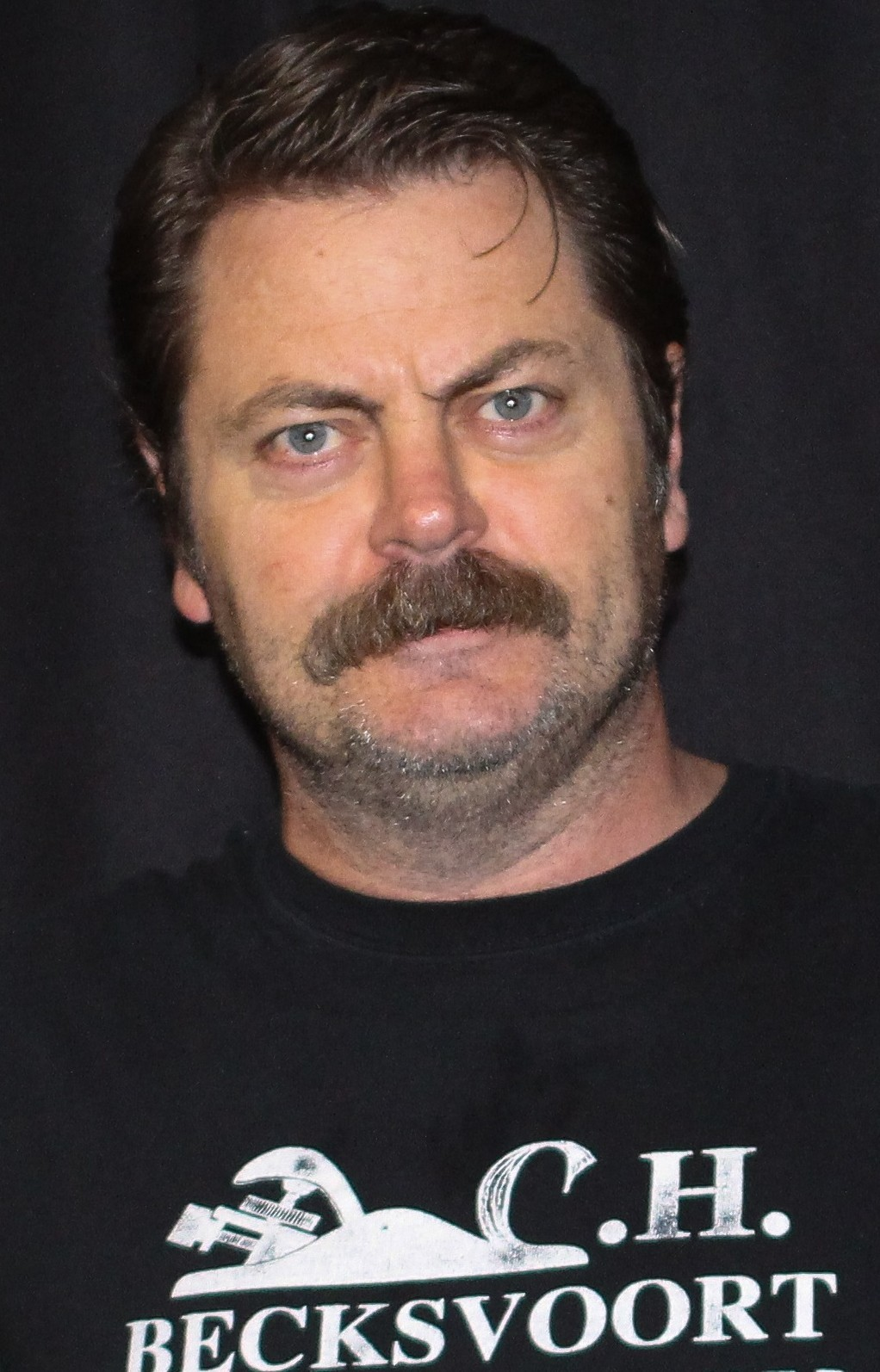
Nick Offerman interprète Ron Swanson.
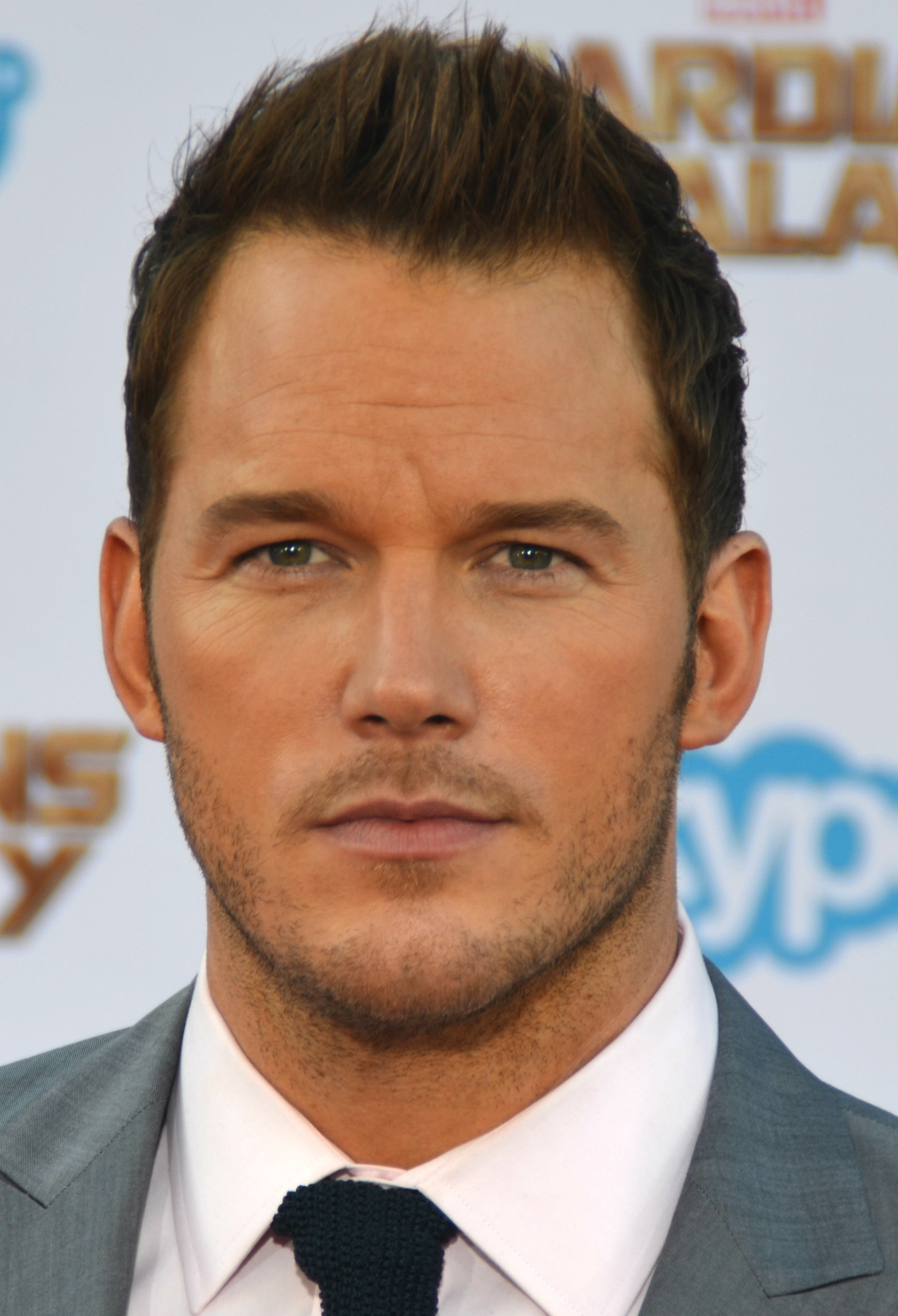
Chris Pratt interprète Andy Dwyer.
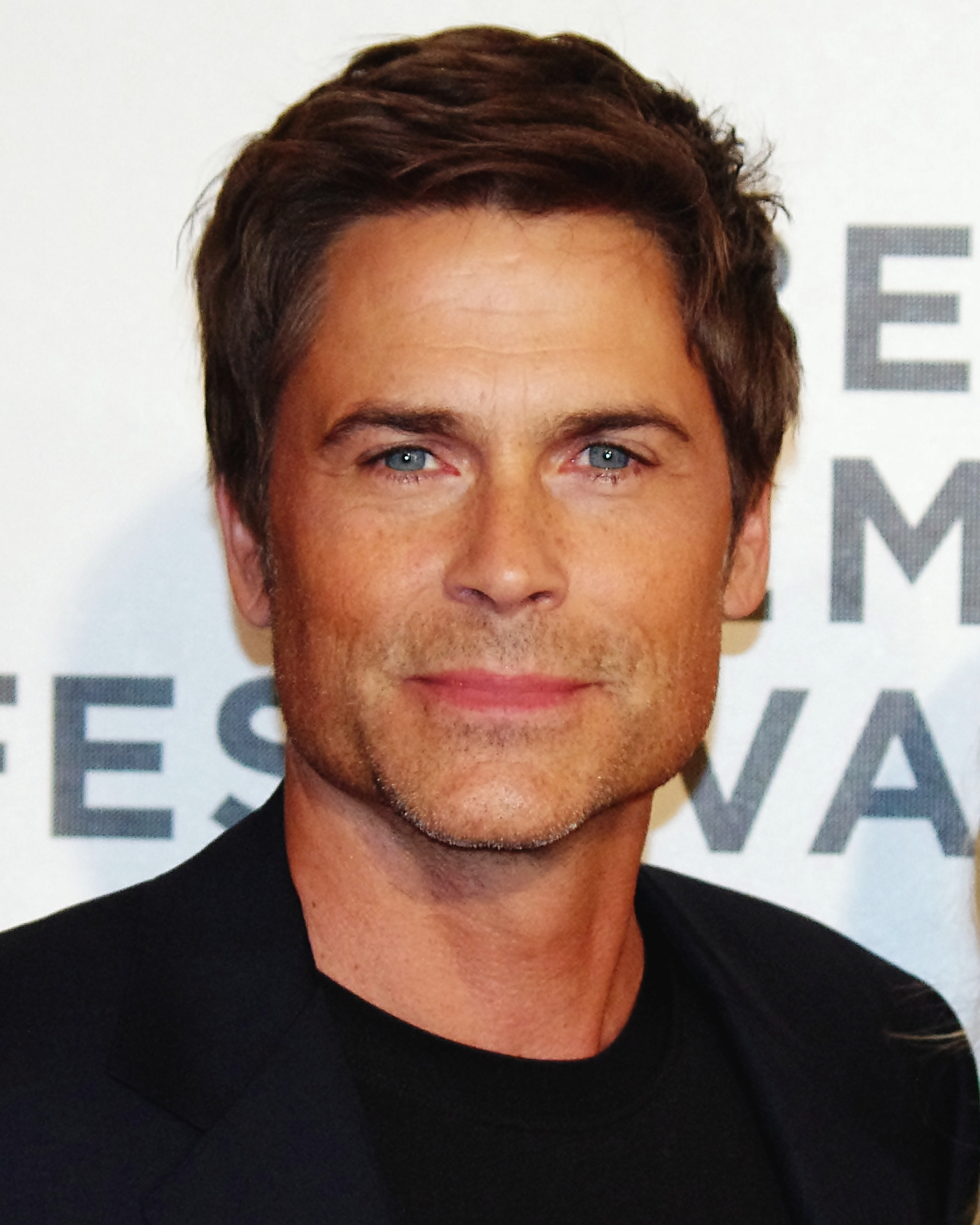
Rob Lowe interprète Chris Traeger.
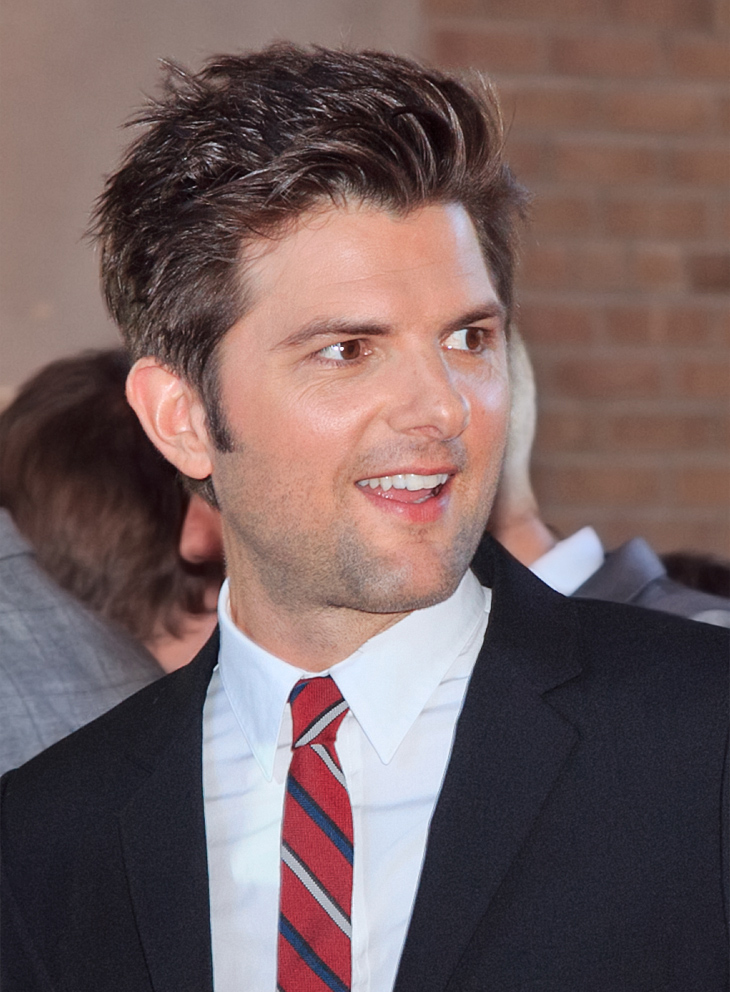
Adam Scott interprète Ben Wyatt.
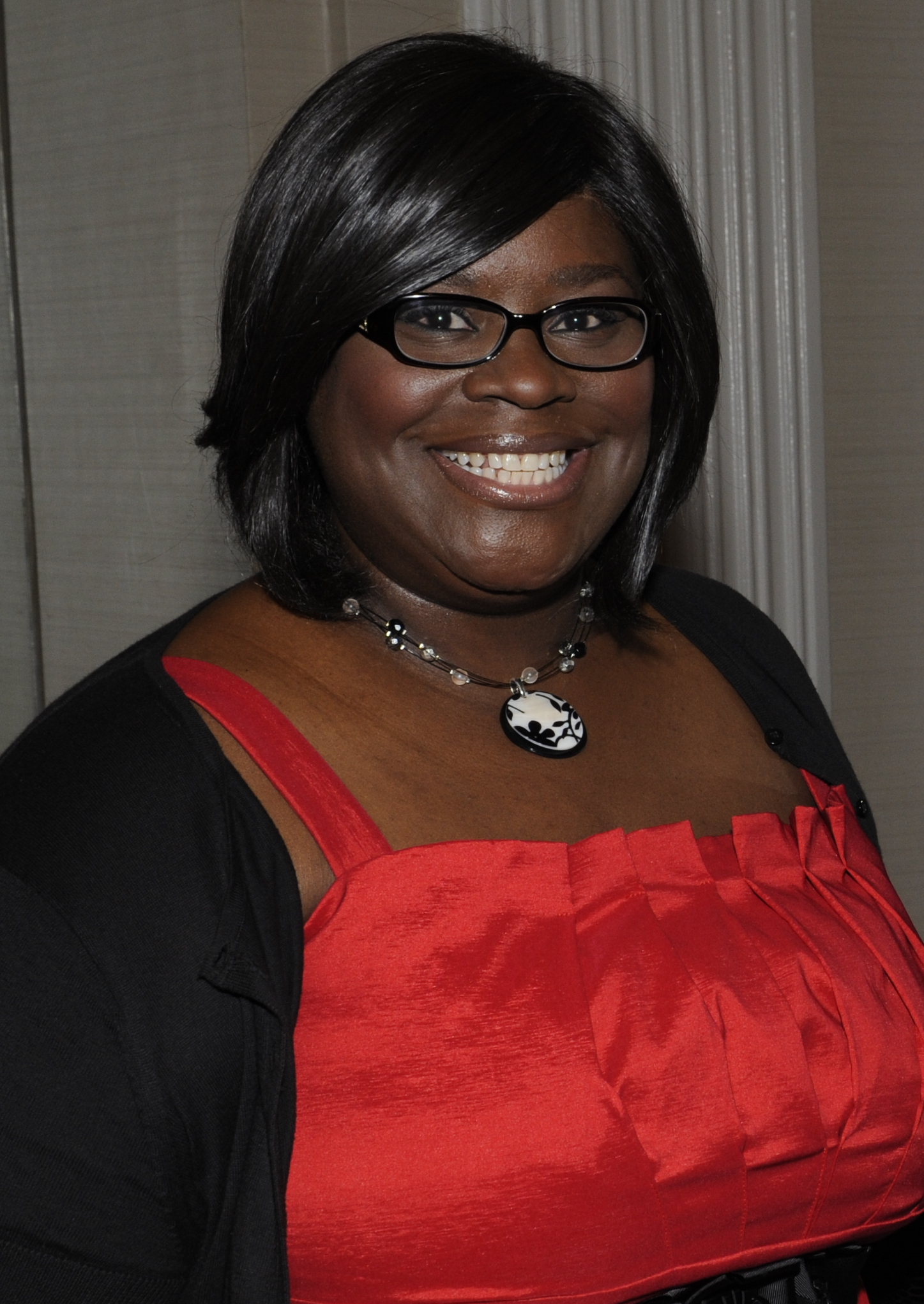
Retta Sirleaf interprète Donna Meagle
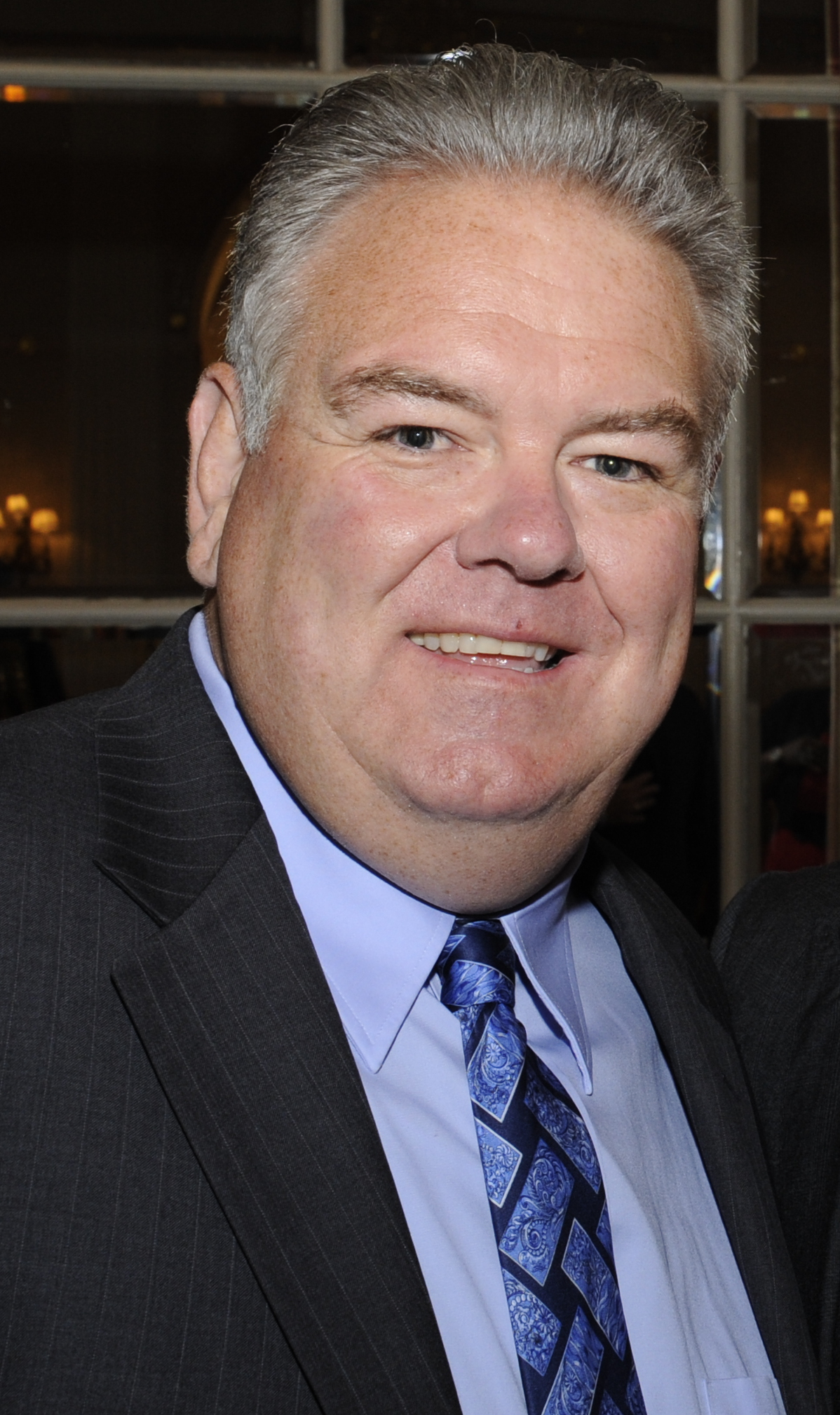
Jim O'Heir interprète Garry Gergich

### Acteurs récurrents
- Mo Collins (VF : Brigitte Virtudes) : Joan Callamezzo
- Natalie Morales (VF : Anne-Charlotte Piau) : Lucy
- Pamela Reed (VF : Marie-Martine) : Marlene Griggs-Knope
- Ben Schwartz (VF : Antoine Schoumsky) : Jean-Ralphio Saperstein
- Jay Jackson (VF : Gilduin Tissier) : Perd Hapley
- Susan Yeagley (VF : Jessie Lambotte) : Jessica Wicks
- Kirk Fox (VF : Sébastien Ossard) : Jo
- Blake Lee (en) (VF : Rémi Caillebot) : Derek
- Darlene Hunt (en) (VF : Marie-Frédérique Habert) : Marcia Langman
- Lucy Lawless (VF : Céline Monsarrat) : Diane Lewis
- Kathryn Hahn (VF : Laura Blanc) : Jennifer Barkley
- Alison Becker (VF : Véronique Desmadryl) : Shauna Malwae-Tweep
- Megan Mullally (VF : Natacha Muller) : Tammy Swanson II

### Invités
Note : Ici ne se listent que les personnages importants apparus dans la série ou les acteurs ayant une certaine notoriété.
- Louis C.K. (VF : Xavier Fagnon) : Dave Sanderson (saison 2, épisode 2-4, 7, 12 et saison 4 épisode 15)
- JC Gonzalez (VF : Rémi Caillebot) : Jhonny (saison 2, épisode 5)
- Justin Theroux (VF : Jérôme Pauwels) : Justin Anderson (saison 2, épisodes 13-16)
- Andy Samberg : Carl Lorthner (saison 2, épisode 19)
- Dan Castellaneta (VF : Philippe Peythieu) : Derry Murbles (saison 4, épisode 3, saison 5, épisode 8 et saison 6, épisode 14)
- Jack Scalia : Howard Kurtzwilder (saison 5, épisode 5)
- Joe Biden : lui-même (saison 5, épisodes 7 et saison 7, épisode 13)
- J.K. Simmons : le maire Stice (saison 5, épisode 17)
- Kristen Bell (VF : Chloé Berthier) : Ingrid de Forest (saison 6, épisodes 3, 6 et 10)
- Michelle Obama : elle-même (saison 6, épisode 21)
- Madeleine Albright : elle-même (saison 7, épisode 8)
- John McCain : lui-même (saison 5, épisode 1 et saison 7, épisode 8)
- Bill Murray : le maire Walter Gunderson (saison 7, épisode 11)

 Source et légende : version française (VF) sur RS Doublage

## Production

### Développement
Le 11 mai 2012, la série a été renouvelée pour une cinquième saison.
Le 9 mai 2013, la série a été renouvelée pour une sixième saison.
Le 19 janvier 2014, la série a été renouvelée pour une septième et dernière saison.

## Épisodes
| Saison | Saison | Nombre d'épisodes | Jour et heure de diffusion                | Diffusion originale sur NBC | Diffusion originale sur NBC | Année     | Audience moyenne (en millions) | Audience moyenne (en millions) | Audience moyenne (en millions) |
| Saison | Saison | Nombre d'épisodes | Jour et heure de diffusion                | Début de saison             | Fin de saison               | Année     | Première                       | Finale                         | Moyenne                        |
| ------ | ------ | ----------------- | ----------------------------------------- | --------------------------- | --------------------------- | --------- | ------------------------------ | ------------------------------ | ------------------------------ |
|        | 1      | 6                 | Jeudi 20 h 30                             | 9 avril 2009                | 14 mai 2009                 | 2009      | 6,77                           | 4,25                           | 5,37                           |
|        | 2      | 24                | Jeudi 20 h 30                             | 17 septembre 2009           | 20 mai 2010                 | 2009-2010 | 5,00                           | 4,55                           | 4,60                           |
|        | 3      | 16                | Jeudi 21 h 30                             | 20 janvier 2011             | 19 mai 2011                 | 2011      | 6,14                           | 3,72                           | 4,80                           |
|        | 4      | 22                | Jeudi 20 h 30 (2011) Jeudi 21 h 30 (2012) | 22 septembre 2011           | 8 mai 2012                  | 2011-2012 | 4,11                           | 3,26                           | 3,70                           |
|        | 5      | 22                | Jeudi 21 h 30 (2012) Jeudi 20 h 30 (2013) | 20 septembre 2012           | 2 mai 2013                  | 2012-2013 | 3,50                           | 2,99                           | 3,30                           |
|        | 6      | 22                | Jeudi 20 h (2013) Jeudi 20 h 30 (2014)    | 26 septembre 2013           | 24 avril 2014               | 2013-2014 | 3,27                           | 2,71                           | 2,90                           |
|        | 7      | 13                | Mardi 20 h Mardi 22 h (Final)             | 13 janvier 2015             | 24 février 2015             | 2015      | 3,75                           | 4,15                           | 3,20                           |

## Commentaires
À l'origine, cette série, développée par Greg Daniels et Michael Schur pour NBC, devait être un spin-off de The Office, ce qui n’a finalement pas été le cas,. La première personne attachée au projet a été Aziz Ansari, vu dans Scrubs et Flight of the Conchords. La seconde personne a été Amy Poehler, ancienne star du Saturday Night Live qui avait justement quitté le show pour se consacrer à une série, tout comme Tina Fey l'avait fait quelques années auparavant, pour la série 30 Rock. Parks and Recreation a d'ailleurs été retardée par Amy Poehler qui était enceinte. La dernière personne à se joindre au projet a été Rashida Jones vue entre autres dans The Office.
Les spéculations sur le titre de la série ont été nombreuses. Elle devait d'abord s'appeler Public Service mais c'est finalement Parks and Recreation qui a été choisi.
En octobre 2011 est paru un livre intitulé Pawnee: The Greatest Town in America, dans lequel Leslie Knope évoque sa ville.

## Récompenses
- Critics' Choice Television Awards 2013 : Meilleur invité dans une série comique pour Patton Oswalt